# Rivière-Salée
Rivière-Salée är en ort och kommun i Martinique. Den ligger i den södra delen av Martinique, 13 km sydost om huvudstaden Fort-de-France.